# Подари мне лунный свет
«Подари мне лунный свет» — российская комедийная мелодрама 2001 года. Премьера в России прошла 1 марта. Режиссёр Дмитрий Астрахан и сценарист Олег Данилов отказались от упоминания своих имён в титрах из-за конфликта с продюсерами.

## Сюжет
Популярный тележурналист Сергей Куприянов недавно стал главной телеперсоной страны и начал делать собственную передачу. Но успех, деньги и слава не могут заполнить пустоту в супружеских отношениях. Жене Сергея Ирине не хватает его любви и тепла, а сам Сергей ищет новизны, которую находит в объятиях очаровательной коллеги Лены, когда Ирина уезжает к дочери, в Санкт-Петербург. Мимолётный роман навсегда остался бы тайной, если бы Ирина не вернулась раньше, чем ожидалось. Тут-то и начали сбываться пророчества странного человека, намекнувшего Сергею на грядущие перемены в его жизни. Теперь ему придётся сделать выбор между Леной и Ириной, поняв, что его привязанность к жене с годами стала лишь ещё крепче.

## В ролях
| Актёр                   | Роль                                |
| ----------------------- | ----------------------------------- |
| Наталья Андрейченко     | Ирина Михайловна Куприянова         |
| Николай Ерёменко-мл.    | Сергей Константинович Куприянов     |
| Олеся Судзиловская      | Лена (озвучила Светлана Рябова)     |
| Владимир Гостюхин       | Сергей Николаевич Петров, попутчик  |
| Игорь Дмитриев          | Эдуард Сорокин, «адмирал»           |
| Сергей Донцов (Дрейден) | Пётр Семёнович Манькин, пророк      |
| Александр Ефремов       | Владимир Фёдорович, телепродюсер    |
| Леонид Клунный          | Пётр Николаенко, режиссёр программы |
| Людмила Вагнер          | Вера                                |
| Раиса Рязанова          | Лидия Петровна, проводница          |
| Валерия Арланова        | секретарша продюсера                |
| Олег Корчиков           | эпизод                              |
| Ольга Сутулова          | дочь Куприяновых                    |
| Александр Тимошкин      | врач                                |

## Съёмочная группа
- Автор сценария: Олег Данилов (нет в титрах)
- Режиссёр: Дмитрий Астрахан (нет в титрах)
- Генеральный продюсер: Игорь Толстунов
- Продюсер: Михаил Зильберман
- Композитор: Дмитрий Атовмян
- Оператор: Александр Рудь
- Художник: Маша Петрова
- Звукорежиссёр: Сергей Чупров

## Технические данные
- Производство: НТВ-Профит, при поддержке Службы кинематографии Министерства культуры РФ
- Художественный фильм, цветной
- Формат изображения: 16:9 (1.78:1)
- Оригинальный язык: русский
- Снят на плёнке «Kodak»
- Продолжительность: 89 мин. (1 ч. 29 мин.)
- Премьера в РФ: 1 марта 2001 года